# Doamna Doubtfire
Doamna Doubtfire (în engleză Madame Doubtfire) este un roman pentru copii scris de Anne Fine. Cartea spune povestea a trei copii: Lydia, Christopher și Natalie care sunt obișnuiți cu certurile în familie. Deși părinții lor au divorțat, cei trei copii tot nu au parte de liniște. Într-o bună zi, când mama copiilor sună din minut în minut pentru o bonă, ajunge să o angajeze pe Doamna Doubtfire - o femeie plină de gusturi rafinate. Însă ceea ce nu știu nici mama, nici copii este că Doamna Doubtfire este de fapt tatăl copiilor.

## Capitole
1. O după-amiază liniștită cu tata
2. Gol pușcă în fața vecinilor
3. Vizita vrăjitoarei
4. O tehnică bună de interviu poate face minuni
5. Să-ți găsești un rol în viață
6. Familii fericite
7. Despre actorie, porci fericiți și război
8. Ciudat, exact asta spune mereu și mama
9. Nu-i bine să-ți faci acoperiș într-o zi cu furtună
10. Râul-oglindă

## Vezi și
- Doamna Doubtfire, tăticul nostru trăsnit